# Abraham von Franckenberg
Abraham Graf von Franckenberg (* 24. Juni 1593 in Ludwigsdorf, Herzogtum Oels; † 25. Juni 1652 ebenda) war ein schlesischer Mystiker.

## Leben
Abraham von Franckenberg stammte aus schlesischem Uradel. Sein Großvater Wenzel von Franckenberg (1528–1586) war Kanzler des Herzogtums Münsterberg; seine Eltern waren Dietrich von Franckenberg (1565–1636) und Barbara von Bock und Polach (1576–1622).
Nach dem Besuch des Gymnasiums in Brieg immatrikulierte er sich 1612 an der Universität Leipzig, 1613 setzte er das Studium an der Universität Wittenberg fort und im Wintersemester 1613/14 an der Universität Jena. Nach Studienende kehrte er 1617 auf das Familiengut Ludwigsdorf zurück. Neben der Bewirtschaftung seiner Güter beschäftigte er sich mit dem Studium der Schriften der Mystiker, besonders Johann Taulers, Kaspar Schwenckfelds und Jakob Böhmes.
Stark beeinflusst wurde er von Böhmes Aurora oder die Morgenröthe, die 1612 erschien. Vom Oelser Herzog Karl Friedrich I. mehrmals aufgefordert, in dessen Dienste zu treten, lehnte er stets ab, mit der Begründung, er habe Angst, sich in Sünden zu verwickeln. Bald bildete sich unter seiner Führung ein Freundeskreis der Mystiker und Rosenkreuzer, der sich entweder bei ihm in Ludwigsdorf oder bei einem anderen Gönner des Jakob Böhme, Johann Sigismund von Schweinichen versammelte.
Franckenberg gehörte dem schlesischen Mystikerkreis an, zu dem auch Angelus Silesius zählt. Wie auf dem Grabstein Schweinichens steht, hat er „im Manlichen Alter alle weltliche Gesellschaft verlassen und für sich in einsahmen Betrachtungen der Geheimnissen Gottes und der Natur die größte Zeit seines Lebens zugebracht“, was man von allen Mitgliedern des Franckenberg-Kreises sagen kann. Für diesen Kreis war das Werk der Offenbarung des Geistes mit der Erscheinung vor den Aposteln nicht beendet; sie suchten selber dem Geheimnis Gottes durch Visionen näherzukommen.
Im Jahre 1634 brach in Schlesien die Pest aus; alle waren geflohen, nur Franckenberg blieb bei seinen Kranken, versorgte sie mit Arzneien und bestattete die Verstorbenen. Um 1640 wurde er zum Angriffsziel der protestantischen Publizisten und Theologen, da er in Schwenckfelds Nachfolge die Beichte und das Abendmahl ablehnte.
Zwischen Juli 1642 und dem Herbst 1649 lebte er, mit unterbrechenden Aufenthalten in Elbing und Weichselmünde, als Exulant in Danzig in einer Anstellung als Hauslehrer bei dem holländischen Kaufmann du Pre „prope Templum parochiale auff dem Schnüffelmarcka“. In Danzig traf er auch Johannes Hevelius, dessen Interesse für Astronomie er teilte. Nach seiner Rückkehr nach Ludwigsdorf verstarb er dort unverheiratet im Jahre 1652. Seine Bibliothek vermachte er seinem Freund Schweinichen, der sie später an Angelus Silesius weiterreichte (Teilbestände heute Universitätsbibliothek Breslau). Franckenbergs Grabstein in der Kirche zu Ludwigsdorf ist voll von geheimnisvollen Symbolen, deren Bedeutung nicht geklärt ist.

## Werk
Die meisten seiner Schriften, die er unter dem Pseudonym Amadeus von Friedleben verfasste, erschienen nach seinem Tode: Die von Paracelsus beeinflusste Medicina Dei, Amsterdam 1670; Nosce te ipsum, Frankfurt 1675. Im Jahre 1676 veröffentlichte A. von Franckenberg sein bedeutendstes Werk Raphael oder Arztengel zur esoterischen Medizin und Psychotherapie. Der Titel bezieht sich auf den traditionell für Heilungen zuständigen Erzengel Raphael. Franckenberg vertritt darin eine Mikrokosmos-Makrokosmos-Lehre sowie die Signaturenlehre. Krankheit kann demnach auf dreierlei Art behandelt werden: durch Medikamente (= Schulmedizin), durch Geistiges Heilen (= Hellsehen) sowie durch Magie. – Sein Pseudonym Amadeus Friedlieb wurde nach seinem Tod vom namentlich nicht bekannten Direktor des Geheimen Chymischen Labors in Dresden, einem Bergrat, zwischen 1659 und 1665 weitergenutzt.

## Werke (Auswahl)
- Conclvsiones de Fundamento Sapientiae Theorico-practicae. Das ist / Endlicher Beschluß Vom Grunde der Weißheit / Von etlichen Liebhabern der Wahrheit zusammen getragen. Amsterdam: Königstein, 1646. (Digitalisat und Volltext im Deutschen Textarchiv)